# Velká Stolová
Velká Stolová je hora v Moravskoslezských Beskydech na severní rozsoše Kněhyně, necelé 3 km západně od Horní Čeladné a 4,5 km východně od Trojanovic. Zalesněno smrko-bukovým lesem s částečnými výhledy.

## Přístup
Nejjednodušší přístup je od rozcestí pod sedlem Malé Stolové s Kněhyní, kam vede červená turistická značka z Horní Čeladné (5 km) a z Pusteven (5,5 km) a žlutá značka z Kunčic pod Ondřejníkem (4,5 km). Asi 300 m nad zmíněným rozcestím odbočuje od červené značky neznačená lesácká silnice, ze které se po dalších 150 m odpojuje hřebenová cesta přes sedlo s Kněhyní (500 m) na vrchol Velké Stolové (dalších 500 m). Celkem je to od rozcestí pod Malou Stolovou až na vrchol 1,5 km.

## Létání
Od 70. let 20. století se z průseků vzniklých při těžbě dřeva poničeného exhalacemi a vlivem škůdců začalo létat s rogaly a od 90. let se zde létá také s paraglidy.